# NORSAR

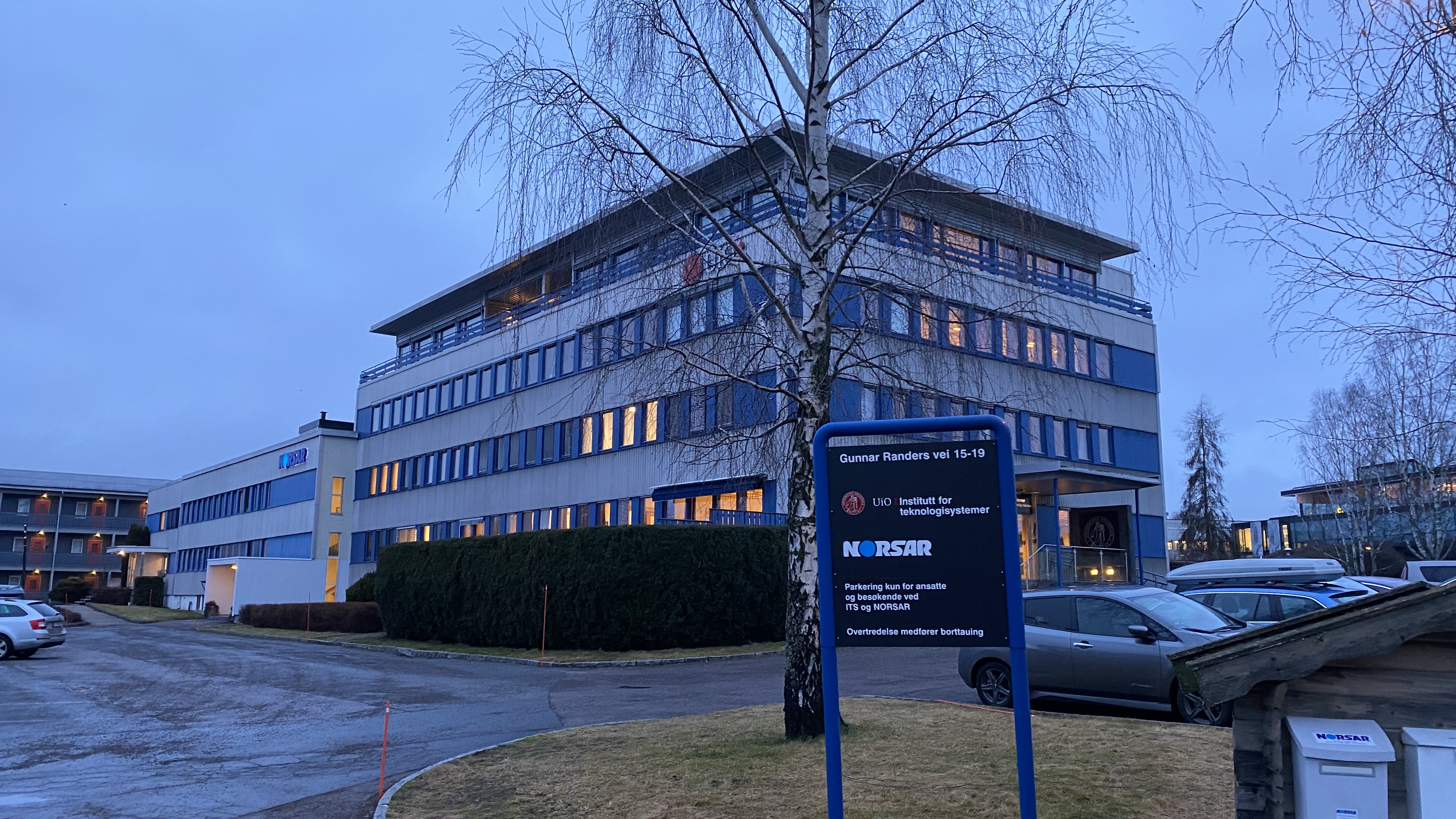
NORSAR, Kjeller

Le NORSAR ou Norwegian Seismic Array (littéralement « Réseau de surveillance sismique norvégien ») est créé en 1968 dans le cadre de l'accord américano-norvégien sur le détection de tremblements de terre et d'explosions nucléaires. NORSAR est le premier site non-américain à rejoindre ARPANET en 1973. Depuis 1999, NORSAR est une fondation de recherche indépendante.
Situé à Kjeller, au nord d'Oslo, NORSAR gère un réseau de détecteurs sismiques en Norvège et il a été désigné Centre national des données norvégien dans le cadre du Traité d'interdiction complète des essais nucléaires. Le NORSAR conduit des recherches basiques en sismologie, développe des logiciels d'analyse et fournit des prestations de conseil à l'industrie pétrolière.